# Tren Suburbano de Guadalajara
El Tren Suburbano de Guadalajara (TSG) es un proyecto de movilidad urbana propuesto para la Zona Metropolitana de Guadalajara (ZMG) en el Estado de Jalisco, de la República Mexicana. Dicho proyecto requiere aprobación y financiamiento estatal o federal, así como adecuaciones a la concesión de infraestructura ferroviaria ya existente que actualmente opera Ferrocarril Mexicano para transporte multimodal.

## Origen del Proyecto
Andrés Zermeño Barba - presidente municipal de Tlajomulco durante el trienio 2004-2006, presentó durante una emisión televisiva de Claudia Rebeca Reynoso (Televisa Guadalajara) un promocional en el que se planteaba aprovechar el trayecto del macro-libramiento vial -actualmente en proceso- para construir 17 kilómetros de nuevas ferrovías a fin de enlazar las líneas I y T de Ferromex y así agilizar el transporte de carga pesada desde la Costa del Pacífico Jalisciense hacia el Centro de México y hacia el Sureste de los EE. UU. Asimismo, contempla el transporte colectivo de pasajeros entre las estaciones ferroviarias de Guadalajara y Tlajomulco en un trayecto de 30 minutos de duración a una velocidad máxima de 80 km/h.

## Postura de la SCT
En el año 2008, un representante de la SCT señaló considerar 37 kilómetros de ferrovías ya existentes entre las estaciones de Guadalajara y de Tlajomulco a través de los cuales un sistema de transporte colectivo suburbano de pasajeros estaba ya próximo; pero cabe resaltar la importancia de interconectar a otros tres de los municipios conurbados con Guadalajara que también poseen ferrovías en servicio: Tlaquepaque, El Salto y Zapopan, lo cual ahorraría el gasto de 100 millones de MXN (pesos mexicanos) que había propuesto Zermeño para la construcción de nuevas ferrovías y su respectiva adecuación terrenal.

## Obstáculos del Proyecto

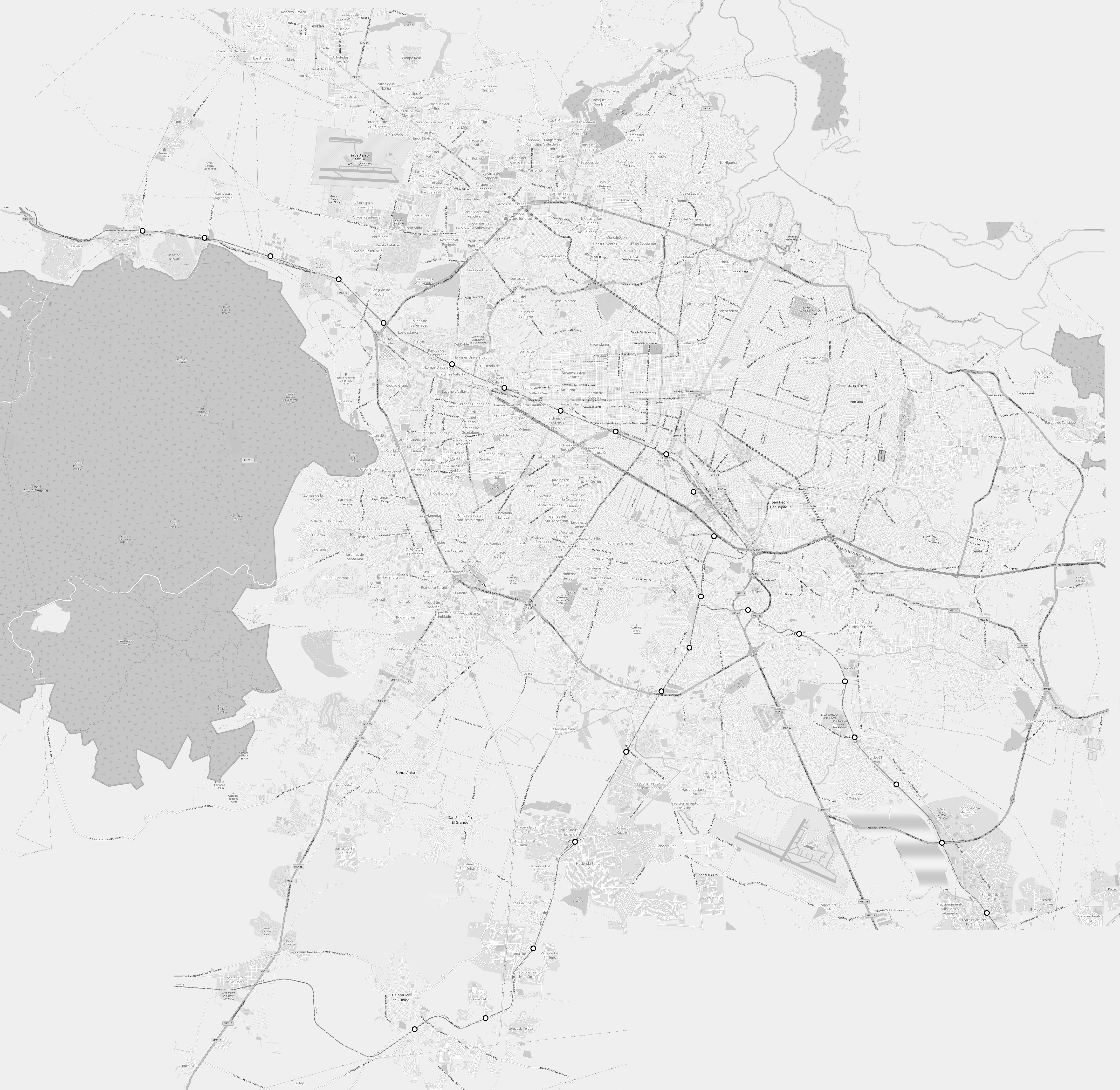
Figura 1. Mapa de Tren Suburbano basado en propuesta intermunicipal ciudadana
Paradas, sub-estaciones y estación central

El TSG es uno de tantos proyectos de movilidad que distintos munícipes han propuesto al Congreso de Jalisco. Enrique Alfaro Ramírez, alcalde de Tlajomulco durante el trienio 2009-2012 (y antagonista de Andrés Zermeño Barba), había propuesto la construcción de una "Línea 3" del Tren Ligero hacia Tlajomulco; mientras que Hector Vielma, alcalde de Zapopan durante el mismo trienio, propuso la construcción de un Nuevo Tranvía hacia Zapopan. Sin embargo, ambas propuestas municipales fueron descartadas tanto por el Congreso Estatal así como por el Gobierno de la Entidad por contravenir un plan federal de expansión del transporte público que incluye planos de un Sistema Metropolitano de Transporte Ferroviario de Pasajeros en Guadalajara o "Metro de Guadalajara" que inició como Red de Trolebuses y luego evolucionó a Tren Ligero.
El proyecto de TSG había sido nuevamente planteado en 2011 por Pablo Lemus Navarro, entonces presidente de COPARMEX en Jalisco, en oposición a un subproyecto internacional llamado Vía Express presentado por Emilio González Márquez (gobernador de Jalisco durante el sexenio 2007-2013) que favorece la circulación de automóviles particulares por encima del transporte colectivo público y masivo de pasajeros. Al final del anterior sexenio gubernamental, ni la Vía Express ni el Tren Suburbano se concretaron; posteriormente, Aristóteles Sandoval Díaz - gobernador de Jalisco durante el sexenio 2013-2019, prefirió apoyar el proyecto federal de Línea 3 del Tren Ligero de Guadalajara -basado en planos de la SCT trazados en los 1970's, y actualmente en construcción- dejando nuevamente "en la congeladora" el Proyecto de TSG.

## Peticiones no-políticas

### Petición para Tlajomulco
El 27 de marzo de 2017, el ciudadano Adrián Salinas lanzó una petición al entonces presidente municipal de Tlajomulco de Zúñiga, Alberto Uribe Camacho, así como al entonces gobernador del Estado de Jalisco, Jorge Aristóteles Sandoval Díaz, a través de la plafatoma en línea Change.org la cual coincide con la Línea A1 (desde la Estación Ferromex en Guadalajara, hacia la estación FXE en la cabecera municipal de Tlajomulco) en la propuesta intermunicipal ciudadana que a continuación se muestra.

### Propuesta Intermunicipal Ciudadana

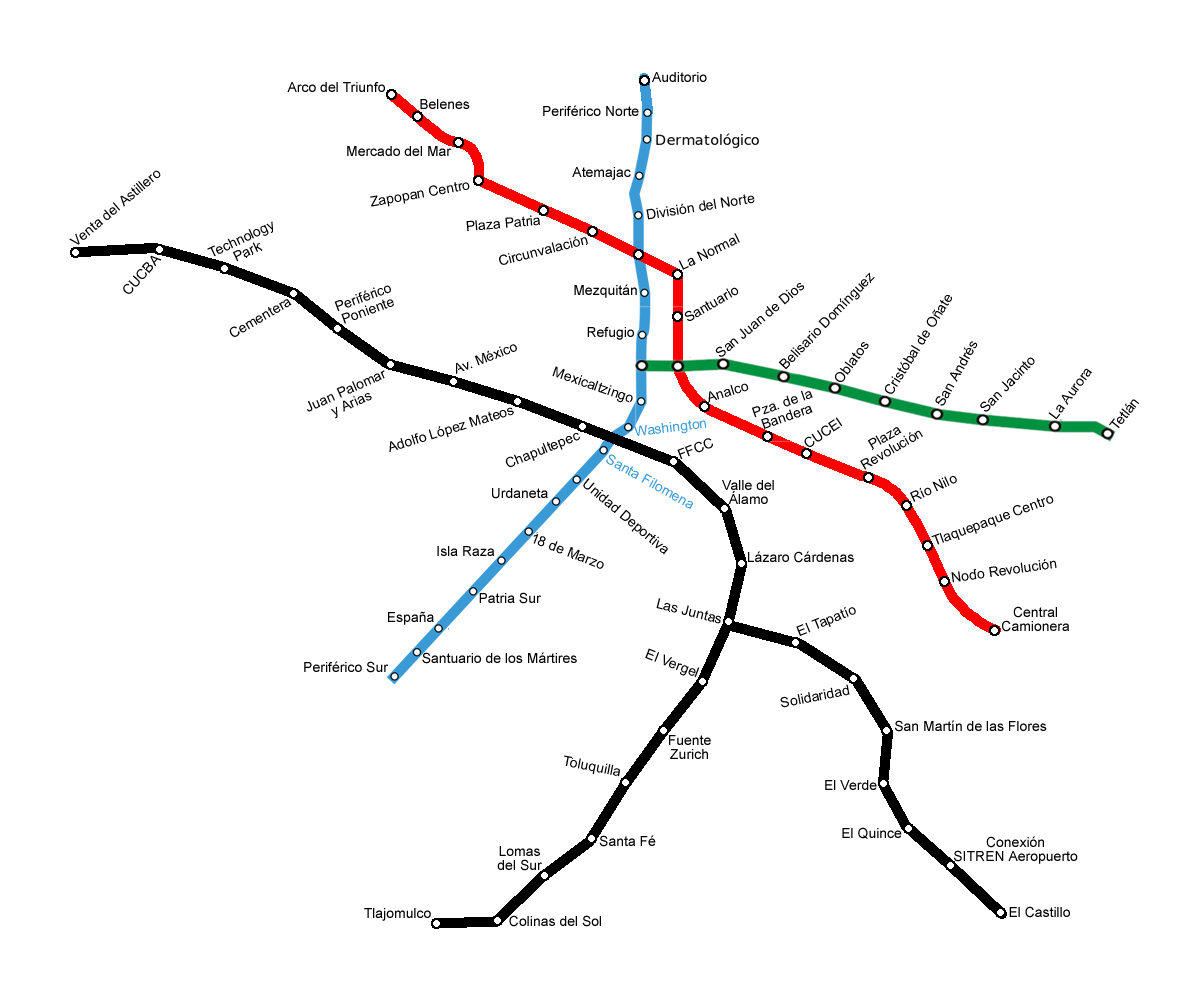
Esquema de la red ferroviaria con las tres líneas del SITEUR concretadas, junto con la visualización del proyecto de Tren Suburbano

Basada en la idea previamente expuesta por COPARMEX, una propuesta intermunicipal ciudadana (PIC) es aquí presentada por académicos, expertos y miembros de la opinión pública (esquema 4.2.X); misma que describe un sistema tarifario hipotético basado en tres zonas geográficas: zona A (de 0 a 8 km desde la estación central de FF.CC.); zona B (representada por el anillo en el esquema); y zona C (espacio externo al tal anillo).
Paradas del TSG según la PIC
Se proponen 26 paradas (incluidas las 3 estaciones regionales y 4 subestaciones intermedias), así como la estación central; con base en consenso popular y siendo discutibles con especialistas en transporte ferroviario metropolitano. Se incluye además entre paréntesis la distancia aproximada desde la estación central de FF.CC. en Guadalajara, y una reseña del municipio donde se propone cada parada: 
Línea B1 ± 22 kilómetros hasta La Venta del Astillero (sobre Línea T de Ferromex, Guadalajara-Nogales); 
Línea B2 ± 11 kilómetros hasta Periférico Poniente (sobre Línea T de Ferromex, Guadalajara-Nogales); 
Línea A1 ± 27 kilómetros hasta Tlajomulco de Zúñiga (sobre Línea I de Ferromex, Irapuato-Guadalajara-Manzanillo); y
Línea A2 ± 23 kilómetros hasta El Castillo; esta última sugiere una conexión de ruta alimentadora del SITREN desde el cruce con el Nuevo Periférico hacia el Aeropuerto Internacional Miguel Hidalgo y Costilla).
- B1-16 estación Venta del Astillero cruce de Línea T de FXE con camino Venta-Nextipac (Km T±21.50 en Zapopan) 20°43′49.9″N 103°32′21.84″O / 20.730528, -103.5394000
- B1-15 paradero CUCBA en el cruce de Línea T con camino Ramón Padilla Sánchez (Km T±19.05 en Zapopan) 20°43′41.51″N 103°30′58.03″O / 20.7281972, -103.5161194
- B1-14 paradero Technology Park cruce con ingreso oriente al complejo industrial (Km T±16.50 en Zapopan) 20°43′18.17″N 103°29′32.95″O / 20.7217139, -103.4924861
- B1-13 paradero Concretera en el cruce de la Línea T con carretera Concretera (Km T±14.00 en Zapopan) 20°42′52.34″N 103°28′9.31″O / 20.7145389, -103.4692528
  - B2-12 paradero Aviación cruce de la Línea T de FXE con Avenida de la Aviación (Km T±12.50 Zapopan)
- B-11 subestación Periférico Poniente bajo el Anillo Periférico (Km T±11.55 Zapopan) 20°41′58.3″N 103°27′9.15″O / 20.699528, -103.4525417
  - B2-10 paradero Parque Virreyes en cruce de Enrique Gómez Carrillo con Paseo de los Virreyes (Km T±9.90 en Zapopan)
- B-09 paradero Parque Hundido en cruce de Av. Inglaterra con Av. Juan Palomar y Árias (Km T±8.50 en Zapopan) 20°41′8.33″N 103°25′38.11″O / 20.6856472, -103.4272528
  - B2-08 paradero Jardines Patria en cruce de Av. Inglaterra con Avenida de La Patria (Km T±7.70 en Zapopan)
- B-07 paradero Avenida México en cruce de Av. Inglaterra con Av. México (Km ±6.40 en Zapopan) 20°40′40.91″N 103°24′32.24″O / 20.6780306, -103.4089556
  - B2-06 paradero Avenida Vallarta sobre Av. Inglaterra entre Vallarta San Jorge y Vallarta Cuauhtémoc (Km T±5.30 en Guadalajara)
- B-05 paradero Adolfo López Mateos en cruce con calle Nicolás Leaño (Km T±4.10 en Guadalajara) 20°40′12.29″N 103°23′17.36″O / 20.6700806, -103.3881556
  - B2-04 paradero Niños Héroes sobre Av. Inglaterra entre Duque de Rivas y Francisco de Quevedo (Km T±3.30 en Guadalajara)
  - B2-03 paradero Mariano Otero entre la avenida homónima y calle Cerezo (Km T±2.20 en Guadalajara)
- B1-02 paradero Chapultepec en el cruce de Circunvalación Agustín Yáñez (Km T±1.90 en Guadalajara) 20°39′48.89″N 103°22′6.73″O / 20.6635806, -103.3685361
  - B2-01 paradero Del Fresno en el cruce de la Línea T con Av. Enrique Díaz de León Sur (Km T±1.10 en Guadalajara)

Estación GDL Correspondencia de líneas A y B (Kilómetro cero: Guadalajara) 20°39′20.86″N 103°21′8.55″O / 20.6557944, -103.3523750
- A01 paradero Del Álamo sobre Calle 2 entre Calle 13 y Calle A (± 1.80 km: Guadalajara) 20°38′36.75″N 103°20′32.04″O / 20.6435417, -103.3422333
- A02 paradero Lázaro Cárdenas entre Av. 18 de Marzo y Juan De La Barrera (± 3.60 km: Guadalajara) 20°37′44.76″N 103°20′7.07″O / 20.6291000, -103.3352972
- A03 paradero troncal Las Juntas entre Calz. Gobernador Curiél y J. de la Barrera (Km ±5.80 límite municipal de Guadalajara) 20°36′35.87″N 103°20′24.28″O / 20.6099639, -103.3400778
- A1-04 paradero El Vergel en el cruce con la calle Río Sena (± 8.05 km: Tlaquepaque) 20°35′25.33″N 103°20′41.73″O / 20.5903694, -103.3449250
  - A2-04 paradero El Tapatío en el cruce con calle Rita Pérez De Moreno (± 7.95 km: Tlaquepaque) 20°36′16.32″N 103°19′24.8″O / 20.6045333, -103.323556
- A1-05 subestación Fuente Zurich en el cruce con Anillo Periférico Sur (± 9.85 km: Tlaquepaque) 20°34′36.62″N 103°21′16.34″O / 20.5768389, -103.3545389
  - A2-05 subestación Solidaridad en el cruce con Anillo Periférico Sureste (± 10.10 km: Tlaquepaque) 20°35′47.86″N 103°18′20.38″O / 20.5966278, -103.3056611
- A1-06 paradero Toluquilla en el cruce con Av. Adolf B. Horn (± 12.35 km: Tlaquepaque) 20°33′27.18″N 103°21′59.78″O / 20.5575500, -103.3666056
  - A2-06 paradero San Martín de las Flores en el cruce con Av. Las Moras (± 12.80 km: Tlaquepaque) 20°34′47.85″N 103°17′19″O / 20.5799583, -103.28861
- A1-07 paradero Santa Fé entre Av. Santa Mónica y Av. Santa Bárbara (± 16.42 km: Tlajomulco) 20°31′32.6″N 103°23′10.2″O / 20.525722, -103.386167
  - A2-07 paradero El Verde en el cruce con Paseo Industrial de El Salto (± 15.00 km: El Salto) 20°33′42.79″N 103°17′7.53″O / 20.5618861, -103.2854250
- A1-08 paradero Del Sur entre las calles Loma de Cártago y Loma de Maracaibo (± 20.60 km: Tlajomulco) 20°29′33.11″N 103°23′57.56″O / 20.4925306, -103.3993222
  - A2-08 paradero El Quince en el cruce con Av. de la Amistad Internacional (± 17.40 km: El Salto) 20°32′45.6″N 103°16′13.02″O / 20.546000, -103.2702833
- A1-09 paradero Del Sol en el cruce con Av. del Almendro (± 24.12 km: Tlajomulco) 20°28′5.25″N 103°25′3.01″O / 20.4681250, -103.4175028
  - A2-09 paradero Conexión Aeropuerto en el cruce con el Nuevo Periférico Oriente (± 20.10 km: El Salto) 20°31′35.65″N 103°15′15.3″O / 20.5265694, -103.254250
- A1-10 estación Tlajomulco entre calle Higuera y Prol. Mariano Escobedo (± 26.67 km: Tlajomulco) 20°27′59.31″N 103°26′22.08″O / 20.4664750, -103.4394667
  - A2-10 estación El Castillo en el cruce con 20 de Noviembre (± 23.25 km: El Salto) 20°30′11.66″N 103°14′17.68″O / 20.5032389, -103.2382444

## Tren Regional de La Ciénega
Es un proyecto de transporte ferroviario (diurno), del tipo tren regional, no debatido aún pero vinculado a la eventual implementación del tren de cercanías TSG; con escalas intermedias entre Guadalajara y La Barca 20°18′54.38″N 102°32′29.26″O / 20.3151056, -102.5414611, dentro del Estado de Jalisco: El Castillo (aeropuerto), Atequiza 20°24′21.31″N 103°7′44.12″O / 20.4059194, -103.1289222, Poncitlán 20°23′3.17″N 102°55′27.27″O / 20.3842139, -102.9242417, y Ocotlán 20°21′22.03″N 102°46′7.43″O / 20.3561194, -102.7687306 (todas ellas con una distancia promedio de 20 kilómetros entre sí).